# Feketeképű rigótimália
A feketeképű rigótimália (Turdoides melanops) a madarak osztályának verébalakúak (Passeriformes) rendjébe és a Leiothrichidae családjába tartozó faj.

## Rendszerezése
A fajt Gustav Hartlaub német ornitológus írta le 1867-ben, a Crateropus nembe Crateropus melanops néven.

## Alfajai
- Turdoides melanops angolensis da Rosa Pinto, 1967
- Turdoides melanops melanops (Hartlaub, 1867)
- Turdoides melanops querula Clancey, 1979[2]

## Előfordulása
Afrika déli részén, Angola, Botswana és Namíbia területén honos. A természetes élőhelye a szubtrópusi vagy trópusi síkvidéki esőerdők, cserjések és száraz szavannák, valamint folyók és patakok környéke. Állandó, nem vonuló faj.

## Megjelenése
Testhossza 25 centiméter, testtömege 75-78 gramm.

## Életmódja
Rovarokkal, kisebb hüllőkkel és gyümölcsökkel táplálkozik.